# Municipio de Ohio (condado de Spencer)
El municipio de Ohio (en inglés: Ohio Township) es un municipio ubicado en el condado de Spencer en el estado estadounidense de Indiana. En el año 2010 tenía una población de 5306 habitantes y una densidad poblacional de 30,05 personas por km².

## Geografía
El municipio de Ohio se encuentra ubicado en las coordenadas 37°52′59″N 87°5′53″O / 37.88306, -87.09806. Según la Oficina del Censo de los Estados Unidos, el municipio tiene una superficie total de 176.55 km², de la cual 175,15 km² corresponden a tierra firme y (0,79 %) 1,4 km² es agua.

## Demografía
Según el censo de 2010, había 5306 personas residiendo en el municipio de Ohio. La densidad de población era de 30,05 hab./km². De los 5306 habitantes, el municipio de Ohio estaba compuesto por el 97,27 % blancos, el 0,98 % eran afroamericanos, el 0,19 % eran amerindios, el 0,3 % eran asiáticos, el 0,21 % eran de otras razas y el 1,06 % eran de una mezcla de razas. Del total de la población el 1,53 % eran hispanos o latinos de cualquier raza.